# ترومبین

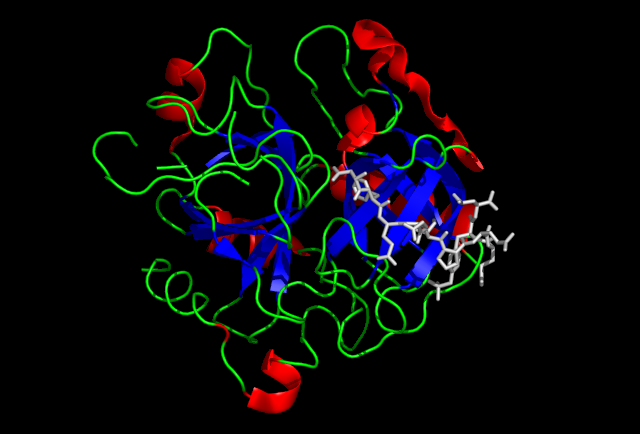
ساختار ترومبین

ترومبین آنزیمی سرین پروتئاز است که در فرایند انعقاد خون فعالیت می‌کند. ترومبین حاصل پروتئین‌کافت پروترومبین (فاکتور انعقادی II) است و ترومبین فعال فیبرینوژن محلول را در فرایند لخته شدن خون به فیبرین نامحلول تبدیل می‌کند.

## مکانیسم
بعد از آنکه ماده فعال‌کننده پروترومبین در نتیجه پارگی رگ خونی یا در نتیجه آسیب خود مواد فعال‌کننده در خون، تشکیل شد آنگاه فعال‌کننده پروترومبین می‌تواند در حضور مقادیر کافی یون کلسیم موجب تبدیل پروترومبین به ترومبین شود. ترومبین به نوبه خود موجب پلیمریزاسیون مولکول‌های فیبرینوژن و تبدیل آن‌ها به رشته‌های فیبرین ظرف ۱۰ تا ۱۵ ثانیه می‌شود. به این ترتیب عامل محدودکننده سرعت ایجاد انعقاد خون معمولاً تشکیل ماده فعال‌کننده پروترومبین است نه واکنش‌هایی که بعد از این مرحله قرار دارند.
زیرا این مراحل پایانی در حال طبیعی با سرعت زیاد انجام شده و لخته را تشکیل می‌دهند. پلاکتها نیز نقش مهمی در تبدیل پروترومبین به ترومبین بازی می‌کنند زیرا قسمت زیادی از ترومبین ابتدا به گیرنده‌های ترومبین بر روی پلاکت‌هایی که قبلاً به بافت آسیب دیده چسبیده‌اند منتقل می‌شود. سپس این اتصال تشکیل ترومبین از پروترومبین را تسریع می‌کند و این عمل دقیقاً در بافت، در جایی که لخته مورد نیاز است انجام می‌شود.

## ساختمان و غلظت پروترومبین و ترومبین
پروترومبین یکی از پروتئین‌های پلاسما یعنی یک آلفا -گلوبین با وزن مولکولی ۷۰۰ و ۶۸ است. پروترومبین در پلاسمای طبیعی با غلظت حدود ۱۵ میلی گرم در دسی لیتر وجود دارد و یک پروتئین ناپایدار است که می‌تواند به آسانی به ترکیبات کوچکتر که یکی از آن‌ها ترومبین با وزن مولکولی ۷۰۰ و ۳۳ یعنی تقریباً نصف وزن مولکولی پروترومبین است تجزیه شود. پروترومبین به‌طور مداوم بوسیله کبد تشکیل می‌شود و به‌طور مداوم در سراسر بدن برای لخته شدن خون به مصرف می‌رسد.
هرگاه کبد نتواند پروترومبین تولید کند، غلظت آن در پلاسما در ظرف یک تا چند روز آن قدر کم می‌شود که قادر به ایجاد انعقاد طبیعی خون نیست. کبد برای تشکیل طبیعی پروترومبین و نیز چهار ماده انعقادی دیگر به ویتامین K نیاز دارد. بنابراین با فقدان ویتامین K یا وجود یک بیماری کبدی که از تشکیل طبیعی پروترومبین جلوگیری کند می‌تواند غلظت پروترومبین را به مقادیر آنچنان پایینی کاهش دهد که تمایل به خون‌ریزی ایجاد شود.